# Saint-Geours-d'Auribat
Saint-Geours-d'Auribat è un comune francese di 342 abitanti situato nel dipartimento delle Landes nella regione della Nuova Aquitania.

## Società

### Evoluzione demografica
Abitanti censiti